# Beethoven - File de viață
Beethoven - File de viață (titlul original: în germană Beethoven - Tage aus einem Leben) este un film dramatic biografic, realizat în 1976 de regizorul Horst Seemann, protagoniști fiind actorii Donatas Banionis, Stefan Lisewski, Eva Jirousková și Christa Gottschalk.

## Rezumat
Episoadele din viața și opera compozitorului, aflat la apogeul faimei sale, acoperă anii 1813-1819 petrecuți la Viena. Lucrarea simfonică a lui Beethoven „Victoria lui Wellington sau Bătălia de la Vittoria” este primită cu entuziasm de public. Dar condițiile lui de viață sunt destul de modeste și deprimante. Lipsa constantă de bani, certurile cu menajera, admonestările de la cei doi frați Johann și Karl, spionarea din cauza opiniilor sale democratice, surditate crescută sunt lucruri greu de suportat. Izolarea lui devine din ce în ce mai mare, își amintește mereu de „nemuritoarele sale iubite”. Cu toate acestea, puterea lui creatoare nu este întreruptă. Se gândește la „Simfonia a IX-a”, sub ale cărei sunete pășește în prezent în imaginea finală a filmului.

## Distribuție
- Donatas Banionis – Ludwig van Beethoven
- Stefan Lisewski – Johann van Beethoven
- Eva Jirousková – Therese Obermayer (soția lui Johann)
- Dirk Nawrocki / Hans Teuscher – Karl van Beethoven, nepotul lui Ludwig
- Christa Gottschalk – Johanna van Beethoven, cumnata lui Ludwig
- Renate Richter – Josephine Brunsvik
- Gerry Wolff – Stephan von Breuning
- Rolf Hoppe – Ignaz Schuppanzigh
- Hanns-Jörn Weber – Ignaz Moscheles
- Leon Niemczyk – Andrei Kirillowitsch Rasumowski
- Wolfgang Greese – Johann Malfatti
- Eberhard Esche – secretarul lui Beethoven
- Fred Delmare – Johann Nepomuk Mälzel
- Katja Paryla – menajera Johanna
- Erika Pelikowsky – o menajeră
- Wolf Sabo – prințul Metternich
- Günter Wolf – consilierul
- Günter Rüger – gravorul de note
- Herwart Grosse – Kralovetz
- Gerd Ehlers – Schirmdinger
- Marita Böhme – cântăreața de concert S.
- Werner Dissel – Grisslinger
- Angela Brunner – Henriette von Asperg